# Salterio de arco
El salterio de arco es un instrumento de cuerda frotada. Consiste en una caja triangular de madera, sobre la cual se extiende una serie de cuerdas en disposición paralela, las cuales tienen diferente longitud para las diferentes notas de la escala musical. Con un arco se frota por los extremos para producir el sonido. El primer tipo de salterio de arco fue patentado en 1925 por Clemens Neuber Company de Alemania.